# Садова сільська рада (Менський район)
Садова сільська́ ра́да — колишня адміністративно-територіальна одиниця та орган місцевого самоврядування в Менському районі Чернігівської області. Адміністративний центр — селище Садове.
До 7 березня 2016 року — Чапаєвська сільська рада Менського району Чернігівської області.
Припинила існування 30 травня 2017 року через об'єднання в Менську міську територіальну громаду Чернігівської області. Натомість утворено Садовий старостинський округ при Менській міській громаді.

## Загальні відомості
Чапаєвська сільська рада утворена у 1993 році.
- Територія ради: 15,79 км²
- Населення ради: 402 особи (станом на 2001 рік)

## Населені пункти
Сільській раді були підпорядковані населені пункти:
- с-ще Садове
- с. Нові Броди

## Склад ради
Рада складалась з 14 депутатів та голови.
- Голова ради: Ковбаса Людмила Петрівна
- Секретар ради: Радченко Лідія Олександрівна

### Керівний склад попередніх скликань
| Прізвище, ім'я, по батькові | Основні відомості                                                                       | Дата обрання | Дата звільнення |
| --------------------------- | --------------------------------------------------------------------------------------- | ------------ | --------------- |
| Дзюба Надія Миколаївна      | Сільський голова, 1952 року народження, позапартійна                                    | 26.03.2006   | 31.10.2010      |
| Ковбаса Людмила Петрівна    | Сільський голова, 1974 року народження, освіта середня спеціальна, член Партії регіонів | 31.10.2010   |                 |

Примітка: таблиця складена за даними сайту Верховної Ради України

### Депутати
За результатами місцевих виборів 2010 року депутатами ради стали:

#### За суб'єктами висування
| Суб'єкт висування                 | Кількість обраних депутатів | %    |
| --------------------------------- | --------------------------- | ---- |
| Партія регіонів                   | 8                           | 57,1 |
| Самовисування                     | 4                           | 28,6 |
| Політична партія «Сильна Україна» | 2                           | 14,3 |

#### За округами
| № округу                          | Прізвище, ім'я, по батькові   | Дата визнання обраним | Освіта             | Партійна приналежність                  | Відомості про обраного депутата          |
| --------------------------------- | ----------------------------- | --------------------- | ------------------ | --------------------------------------- | ---------------------------------------- |
| Партія регіонів                   |                               |                       |                    |                                         |                                          |
| 4                                 | Радченко Лідія Олександрівна  | 02.11.2010            | вища               | позапартійна                            | Чапаєвська сільрада, секретар            |
| 5                                 | Аронова Наталія Олександрівна | 02.11.2010            | вища               | член Партії регіонів                    | Чапаєвська сідьрада, касир               |
| 7                                 | Кулик Тетяна Миколаївна       | 02.11.2010            | вища               | позапартійна                            | Магазин, продавець                       |
| 9                                 | Машура Лідія Миколаївна       | 02.11.2010            | вища               | член Партії регіонів                    | Чапаєвська сільрада, завідувачка ФП      |
| 10                                | Москаленко Тетяна Олексіївна  | 02.11.2010            | вища               | позапартійна                            | тимчасово не працює                      |
| 12                                | Москаленко Сергій Іванович    | 02.11.2010            | вища               | позапартійний                           | тимчасово не працює                      |
| 13                                | Ковбаса Борис Ігорович        | 02.11.2010            | середня спеціальна | член Партії регіонів                    | приватний підприємець                    |
| 14                                | Худоман Катерина Миколаївна   | 02.11.2010            | середня спеціальна | позапартійна                            | Чапаєвське відділення зв'язку, листоноша |
| Політична партія «Сильна Україна» |                               |                       |                    |                                         |                                          |
| 1                                 | Мажара Наталія Олександрівна  | 02.11.2010            | середня спеціальна | позапартійна                            | тимчасово не працює                      |
| 3                                 | Теско Олександр Євгенович     | 02.11.2010            | вища               | позапартійний                           | тимчасово не працює                      |
| Самовисування                     |                               |                       |                    |                                         |                                          |
| 2                                 | Ганжа Зінаїда Олександрівна   | 02.11.2010            | вища               | позапартійна                            | ПП «Прометей», приймальник молока        |
| 6                                 | Кулик Юрій Іванович           | 02.11.2010            | вища               | позапартійний                           | тимчасово не працює                      |
| 8                                 | Мухін Євгеній Іванович        | 02.11.2010            | вища               | позапартійний                           | тимчасово не працює                      |
| 11                                | Пашко Світлана Дмитрівна      | 02.11.2010            | вища               | член Політичної партії «Сильна Україна» | Чапаєвська сільрада, головнийбухгалтер   |